# 서브스톰
서브스톰(Substorm)은 자기장의 '꼬리'로부터 에너지가 방출되어 고위도의 전리층으로 주입되도록 하는 지구의 지자기에서 일어나는 간결한 교란을 의미한다. 서브스톰은 오로라가 갑자기 밝아지고, 움직임이 증가하고 빨라짐으로써 우리 눈에 보이게 된다. 노르웨이의 과학자 Kristian Birkeland에 의해 처음으로 묘사되었으며, 그는 이 서브스톰을 polar elementary storms(극 단원소 폭풍)이라고 불렀다. 그러다가 1960년 영국의 물리학자 시드니 채프먼(Sydney Chapman)에 의해 서브스톰(substorm)이라는 용어로 굳어지게 되었다. 일본의 지구 물리학자인 슌이치 아카소푸(Syun-Ichi Akasofu)는 국제 지구관측년(1957년 7월~1958년 12월의 18개월간)에 수집한 데이터를 사용하여 1964년에 처음으로 서브스톰의 구조를 묘사하였다.
서브스톰은 지자기 폭풍과는 구별되는데, 많은 양의 이온을 외부 복사대로 유입시키는 지자기폭풍은 몇 일에 걸쳐서 일어나며, 전 지구 어디에서나 관측이 가능하다. 태양활동이 극대기일 때는 거의 한 두 달에 한 번씩 발생하며 극소기일때는 일 년에 몇 번 정도로 발생한다. 반면 수 시간 동안만 나타나는 서브스톰은 주로 극지방에서만 볼 수 있으며, 지자기폭풍과 달리 이온들을 복사대에 많이 유입시키지 않는다. 서브스톰 발생은 지자기폭풍 동안에 더 빈번해지는데, 한 서브스톰이 끝나기 전에 또다른 서브스톰이 시작되기도 한다. 지자기 폭풍동안 지구의 표면에서 관측되는 자기 교란의 근원은 환전류인 반면, 서브스톰이 발생하는 동안의 자기교란의 원인은 바로 고위도 전리층의 전기적 흐름이다.
서브스톰은 오로라존(auroral zone)에서 자기장의 교란을 유발할 수 있는데, 그 강도는 1000nT까지 올라간다. 이는 그 영역의 전체 자기장 세기의 약 2%이다. 자기 교란의 정도는 우주에서 훨씬 심한데, 몇몇 정지궤도 위성들이 자기장이 서브스톰 중에 강도가 평소보다 절반가량 감소한 것을 기록한바가 있다. 앞서 말했듯이, 서브스톰의 가장 눈으로 보기 쉬운 표식은 극지방 오로라의 규모와 밝기이다. 비록 지자기폭풍을 때 더 빈번하고 강력하긴 하지만 대략적으로 하루에 여섯 번 정도는 발생한다. 서브스톰은 세 단계로 나뉘는데, 성장단계, 확장단계, 그리고 회복단계이다.
나사는 지구의 자기장과 오로라를 관측하기 위하여 2007년에 THEMIS 위성군을 발사하였다. 이 THEMIS의 Substorm 미션은 급격하게 발달하는 서브스톰을 관측하고, 거대한 자기로프의 존재를 확인하였으며, 지구자기장의 변두리에서 작은 폭발을 목격하기도 하였다.